# Charlotte Hope
Charlotte Hope est une actrice anglaise, née le 15 octobre 1991 à Salisbury.
Elle est notamment connue pour les rôles de Myranda dans la série Game of Thrones, de Philippa Hawking dans le film Une merveilleuse histoire du temps (2014) et de Catherine d'Aragon dans la série The Spanish Princess (2018).

## Biographie

### Jeunesse et formation
Née à Salisbury, elle grandit à Lower Daggons. Sa plus jeune sœur Emily (née 1990), est un membre du groupe rock "Police Dog Hogan". Leur père William est un barrister et leur mère Lesley travaille dans les relations publiques. Elle étudie le français et l'espagnol à l'Université d'Oxford et à L'École Internationale de Théâtre Jacques Lecoq à Paris. Pendant ses études, elle trouve un agent.

### Carrière
Hope obtient son premier rôle, celui d'une ouvrière, dans le film musical Les Misérables.
En 2013, Hope commence à jouer le rôle de l'amante sadique de Ramsay Bolton, Myranda, dans la série fantastique de la chaîne HBO Game of Thrones. Elle continue à incarner ce personnage jusqu'à la sixième saison. En 2014, elle apparaît dans la deuxième saison des Musketeers, jouant le rôle de Charlotte Mellendorf. Cette même année, elle apparaît dans le film Une merveilleuse histoire du temps, dans le rôle de Philippa Hawking, la sœur cadette de Stephen Hawking. En 2015, elle obtient un rôle principal, celui de Willow Clarke, dans le film de gangster britannique North v South (en). Cette même année, Hope apparaît dans le clip Beautiful to Me d'Olly Murs.
En 2016, Hope joue dans le drame romantique biographique A United Kingdom aux côtés de Rosamund Pike et de David Oyelowo, et dans le thriller romantique Alliés avec Brad Pitt et Marion Cotillard. En 2017, elle a un rôle secondaire dans le film dramatique Three Christs, face à Richard Gere. En 2018, Hope fait partie des principaux interprètes du film d'horreur La Nonne.
Elle travaille également au théâtre, dont des spectacles à Broadway comme Buried Child, où elle joue le rôle de Shelly en 2016. En 2017, elle incarne le personnage de Zara dans Albion à l' Almeida Theatre et en 2018, elle joue la mère du Dr Michaels dans la pièce Good for Otto de la compagnie The New Group (en).
En mars 2018, elle est auditionnée pour une prochaine série de Starz, The Spanish Princess, et elle est retenue pour le rôle principal de Catherine d'Aragon. Cette série est la suite La Reine Blanche et La Princesse Blanche.

### Vie privée
Elle est en couple depuis quelque temps avec Ruairi O'Connor, son partenaire dans The Spanish Princess. En 2025, elle attend un enfant avec ce dernier.

## Filmographie

### Film
| Année | Titre                                        | Rôle             | Notes         |
| ----- | -------------------------------------------- | ---------------- | ------------- |
| 2012  | Les Misérables                               | Ouvrière         |               |
| 2013  | The Invisible Woman                          | Jeune prostituée |               |
| 2014  | Insomniacs                                   | Jenny            | Court-métrage |
| 2014  | Une merveilleuse histoire du temps           | Philippa Hawking |               |
| 2015  | North v South (en)                           | Willow Clarke    |               |
| 2015  | Ma meilleure amie                            | Jess adolescente |               |
| 2016  | A United Kingdom                             | Olivia Lancaster |               |
| 2016  | Alliés                                       | Louise           |               |
| 2017  | State of Mind (Three Christs) de Jon Avnet : | Becky            |               |
| 2018  | La Nonne                                     | Sœur Victoria    |               |

### Télévision
| Année     | Titre                      | Rôle                   | Notes                            |
| --------- | -------------------------- | ---------------------- | -------------------------------- |
| 2010      | Casualty                   | Ava Dunlop             | Épisode A Day in a Life          |
| 2010      | Manquant                   | Caitlin Morgan         | 2.9 épisode                      |
| 2011      | Meurtres en sommeil        | Abigail Harding        | 2 épisodes                       |
| 2012      | Doctors                    | Niamh Curram           | Épisode Full Time                |
| 2012-2013 | Holby City                 | Eleanor Campbell       | 3 épisodes                       |
| 2013      | Love and Marriage          | Alice                  | Épisode Who's the Boss?          |
| 2013      | Londres, police judiciaire | Holly Leigh            | Épisode Fatherly Love            |
| 2013      | Whitechapel                | Josie Aigle            | 2 épisodes                       |
| 2013-2016 | Game of Thrones            | Myranda                | 8 épisodes                       |
| 2014      | Playhouse Presents: Marked | Primrose               |                                  |
| 2014      | Les Enquêtes de Vera       | Saskia Barnes          | Épisode Le Baptême du sang       |
| 2014      | The Musketeers             | Charlotte Mellendorf   | 1 épisode                        |
| 2016      | Meurtres au paradis        | Lucy Preville          | Épisode Le Rocher de la discorde |
| 2016      | Les Mystères de Londres    | Molly Morgan           | Épisode La Prison de l'Esprit    |
| 2017      | Diana et moi               | Sophie Lewis           | Téléfilm                         |
| 2018      | Les Enquêtes de Morse      | Eve Thorne             | Épisode Innocence                |
| 2019      | The Spanish Princess       | Catherine d'Aragon     | mini-série                       |
| 2020      | The English Game           | Margaret Alma Kinnaird | Série Netflix                    |
| 2024      | Catch Me a Killer          | Micki Pistorius        |                                  |

### Théâtre
| Année | Titre                     | Rôle     | Notes                               |
| ----- | ------------------------- | -------- | ----------------------------------- |
| 2012  | Belarus                   | La femme | Arcola Theatre                      |
| 2013  | Outlines                  | Divers   | Old Red Lion                        |
|       | Le Songe d'une nuit d'été | Hermia   | Liverpool Everyman                  |
| 2016  | Buried Child              | Shelly   | Trafalgar Studios                   |
| 2017  | Albion                    | Zara     | Almeida Theatre                     |
| 2018  | Good for Otto             | Maman    | The Alice Griffin Jewel Box Theatre |